# Allemond
Allemond ist eine französische Gemeinde im Département Isère in der Region Auvergne-Rhône-Alpes. Die Einwohner von Allemond nennen sich Allemondins.

## Geografie
Allemond ist ein kleines Bergdorf im Herzen von Osians im Tal des Flusses Eau d’Olle, am Fuße des Belledonne-Massivs gelegen. Es befindet sich rund 20 km östlich von Saint-Martin-d’Hères und 30 km südlich von Pontcharra. Die Gemeinde kann man von Süden durch die Straße D526 erreichen. Die Straße verläuft durch den Ort weiter nach Norden entlang der Ostgrenze der Gemeinde und biegt dann nach Richtung Westen. Die Gemeinde liegt an hohen Bergen mit Wäldern an leichten Abhängen.

## Geschichte

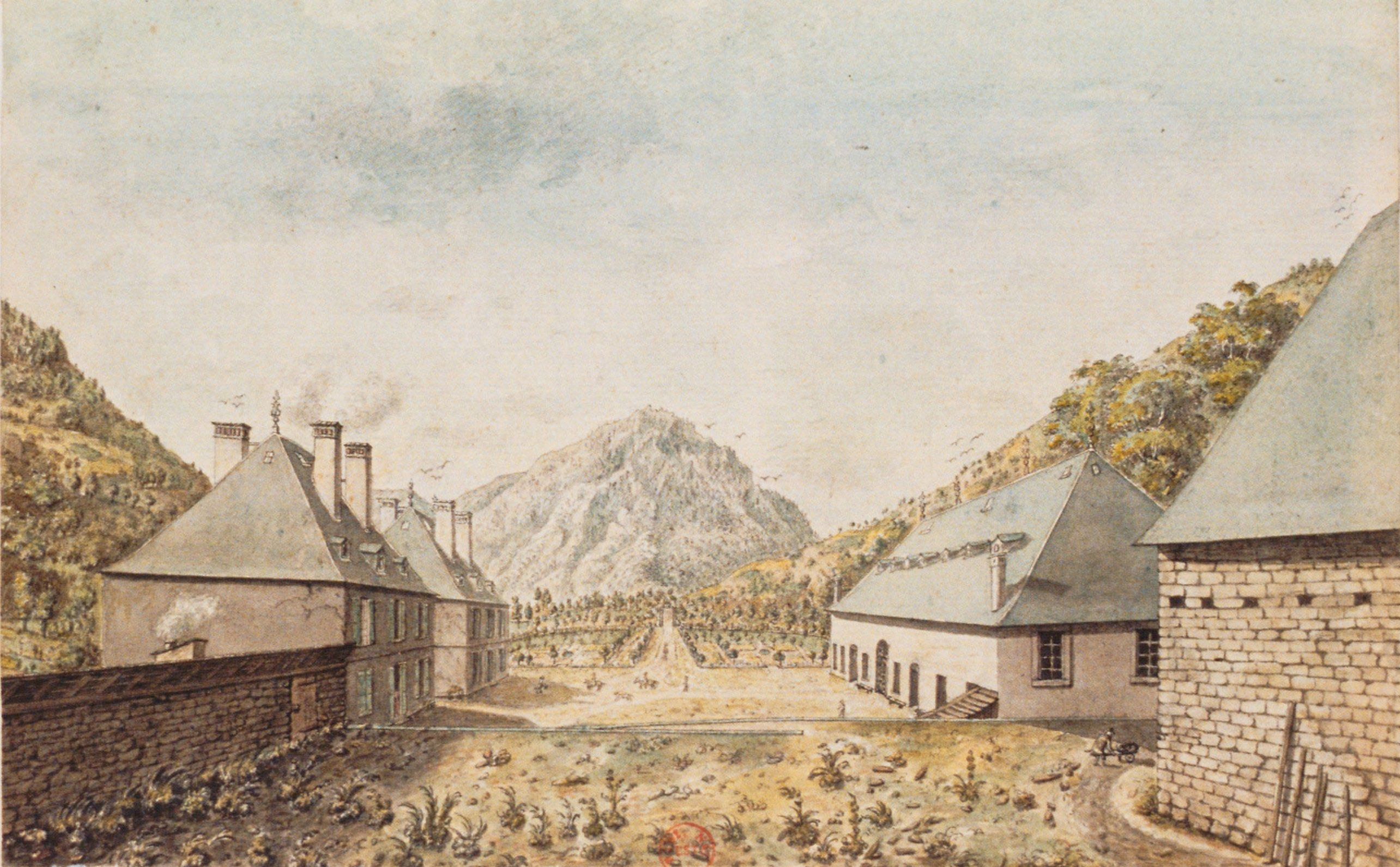
Allemond im 18. Jahrhundert

Die ersten Gebäude des Ortes wurden im Mittelalter erbaut.
Bis zu den 1960er Jahren war das Leben der Menschen sehr einfach. Sie waren hauptsächlich Bauern und Hirten.
In dem Ort gab es unter Louis XIII und Louis XIV Bergbau. Es gab auch königliche Gießereien, welche Erz aus den Minen verarbeiteten. Hauptsächlich wurden Silber, Blei und Kupfer verarbeitet. Teil der Gießerei war auch das Hotel "Les Tilleuls" (heute geschlossen).
Das Hotel besitzt ein Walnuss-Treppenhaus und wurde 1920 vom früheren Bürgermeister der Stadt gekauft. Seine zwei Töchter Marguerite und Raymonde Giroutru, lokale Persönlichkeiten besaßen es für lange Zeit. Es wird erzählt, dass Napoleon III in dem Hotel übernachtete.
In den späten 1970er Jahren wurde das Grand-Maison-Damm-Projekt gestartet. Es war für die Gemeinde und die gesamte Region ein ökonomischer Glücksfall. Das Projekt dauerte zehn Jahre und beschäftigte hunderte Arbeiter.
Die Gemeinde investiert in Tourismus und Wintersportausrüstung, was in Zukunft genug Arbeitsplätze garantieren soll. Heute lebt die Gemeinde nahezu ausschließlich von Sommer- und Wintertourismus.

### Bevölkerungsentwicklung
| Jahr                       | 1962 | 1968 | 1975 | 1982 | 1990 | 1999 | 2008 | 2017 |
| Einwohner                  | 530  | 514  | 544  | 958  | 600  | 765  | 880  | 971  |
| Quellen: Cassini und INSEE |      |      |      |      |      |      |      |      |

## Sehenswürdigkeiten
- Kirche Saint-Nizier
- Kapelle von Baton
- alte Mühle
- Aiguille de l’Eau d’Olle, eine 30 Meter hohe Kletterwand – die höchste Europas

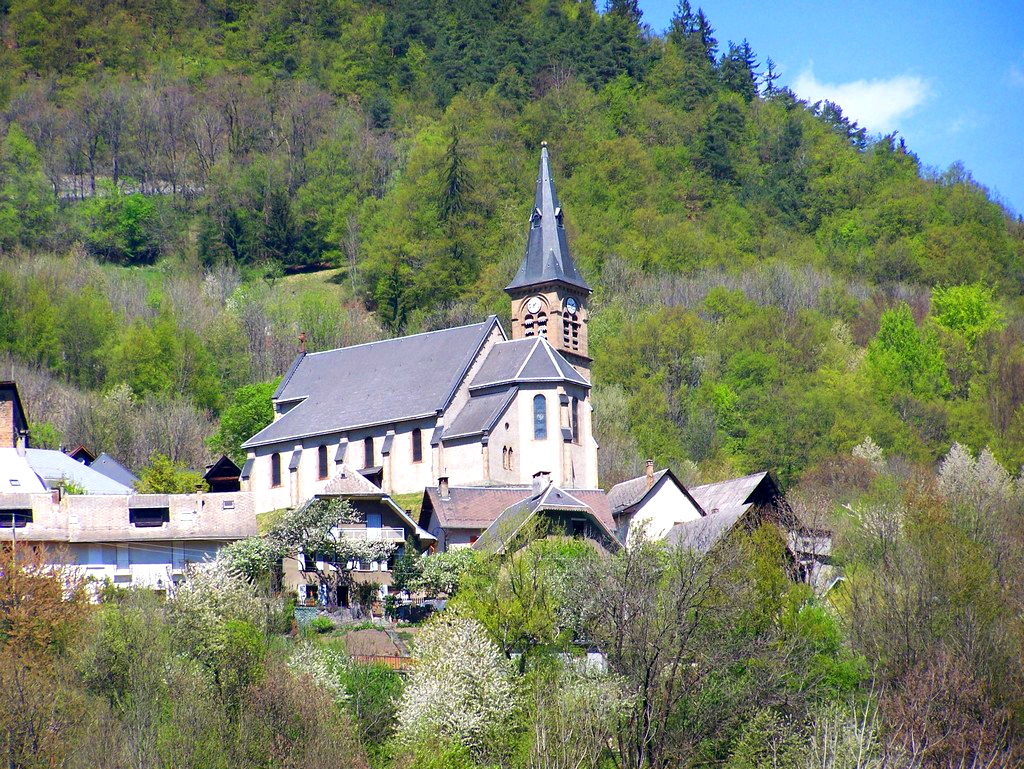
Kirche Saint-Nizier
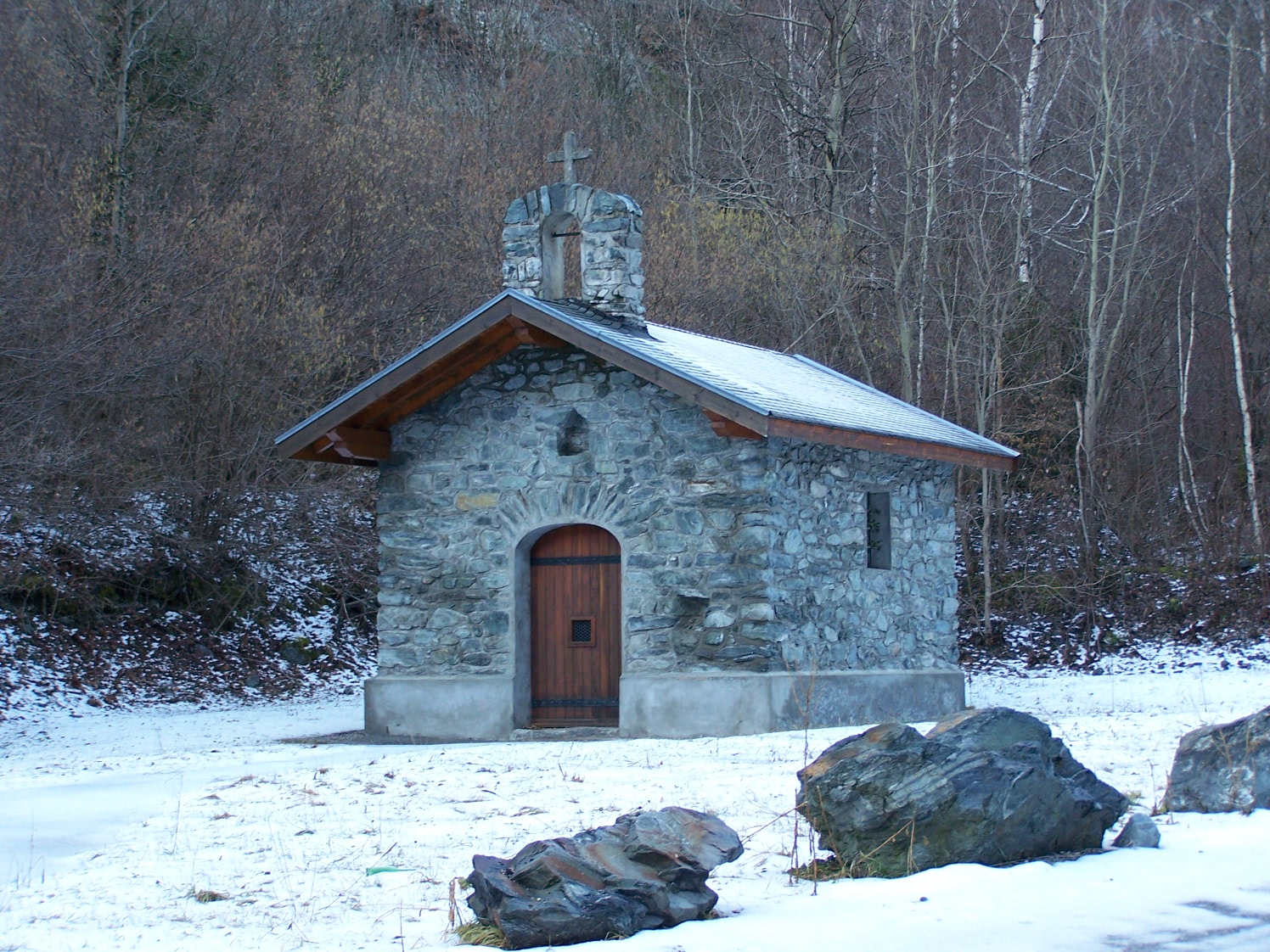
Kapelle von Baton
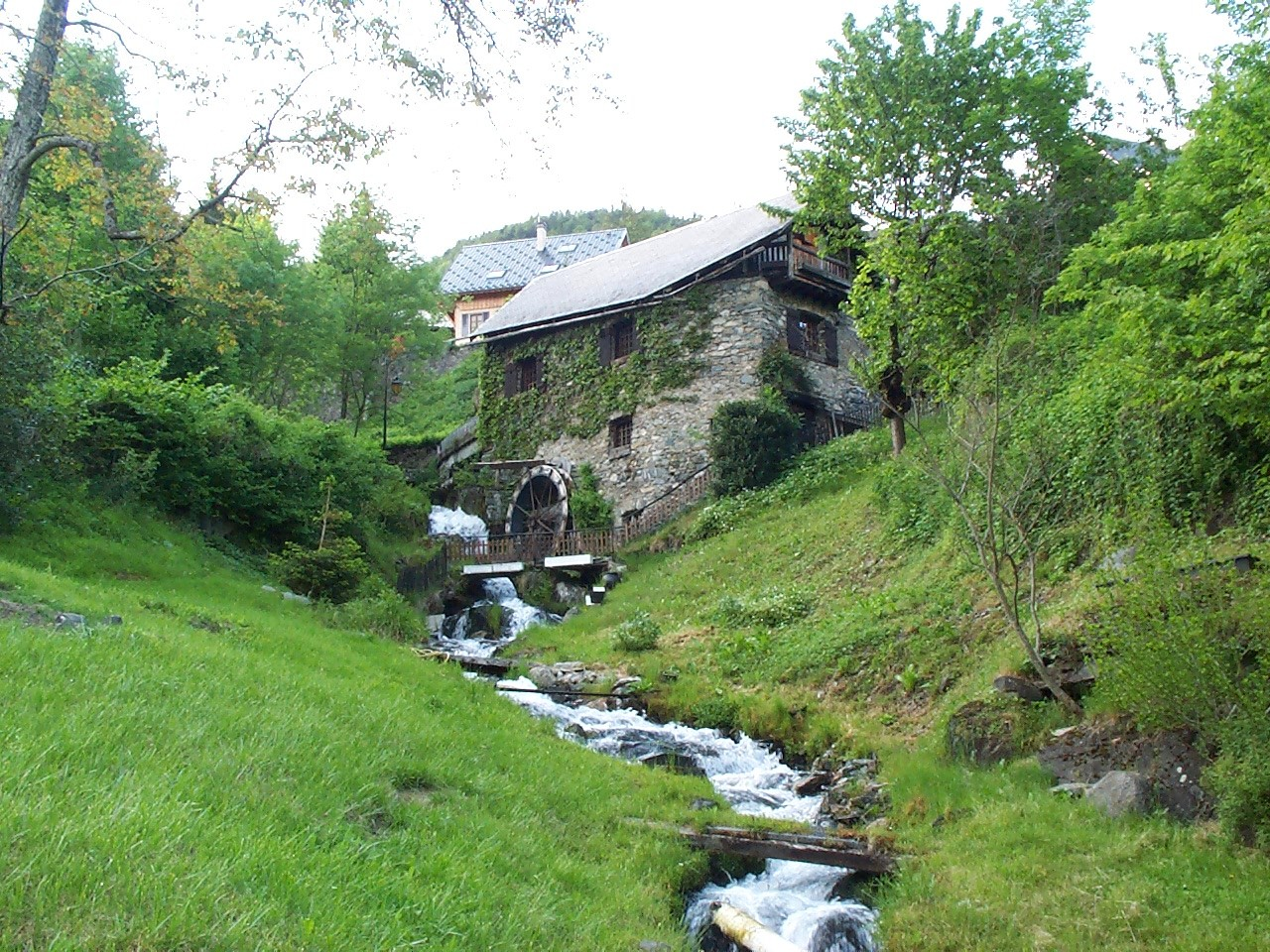
Alte Mühle
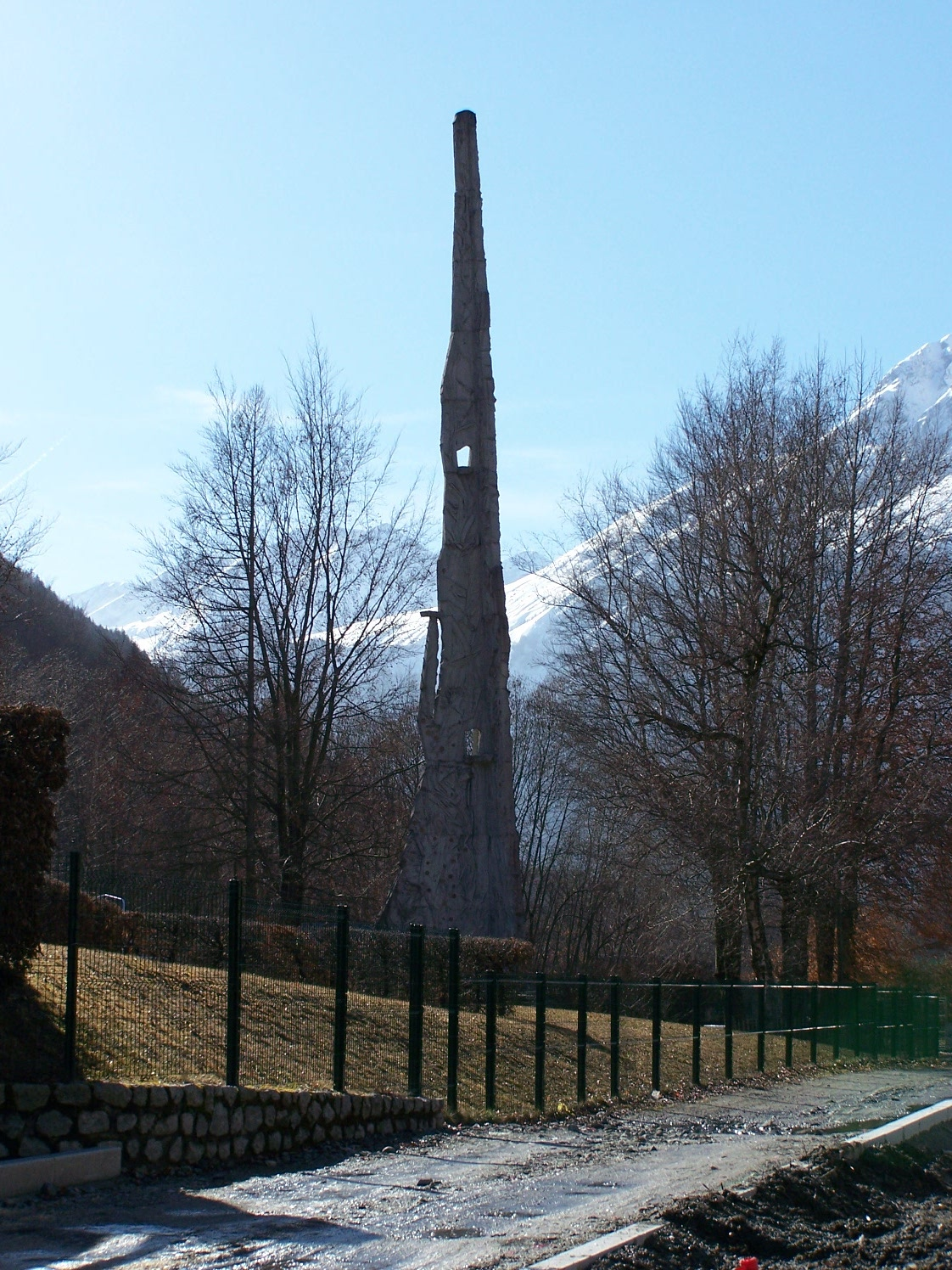
Aiguille de l’Eau d’Olle